# Listă de companii din agricultură din România
Aceasta este o listă cu companiile ce activează în sectorul agricol din România:
- Interagro - condusă de Ioan Niculae
- Racova Vaslui - deținută de Adrian Porumboiu
- TCE 3 Brazi - condusă de Culiță Tărâță
- Agro Chirnogi - controlată de Jihad El Khalil,
- Cerealcom Dolj - deținută de Mihai Anghel
- Agroholding Giurgiu
- Comcereal Constanța

## Companii piscicole
- Piscicola S.A. Dunăreni din județul Dolj [1]

## Distribuitori de îngrășăminte
- RodBun, cifră de afaceri de 363 milioane lei în 2014 [2][3]